# 마젠타 전투

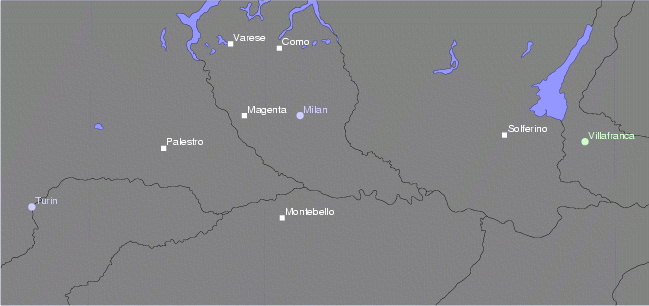
제2차 이탈리아 독립 전쟁 지도

마젠타 전투(영어: Battle of Magenta)는 제2차 이탈리아 독립 전쟁 중 1859년 6월 4일에 오스트리아 제국의 왕토지인 롬바르디아-베네치아 왕국의 마젠타 마을 인근에서 벌어진 전투이다. 그 결과 나폴레옹 3세의 지휘 하에 프랑스-사르데냐 연합군이 줄러이 페렌츠 원수가 이끄는 오스트리아군을 상대로 승리를 거두었다.
나폴레옹 3세의 군대는 티치노강을 건너 오스트리아 우측면을 포위 공격하여 규레이가 이끄는 오스트리아 군대를 후퇴시켰다. 국토가 좁고, 과수원이 개울과 관개 수로에 의해 넓게 펼쳐져 있어 정교한 작전이 불가능했다. 오스트리아인들은 모든 집을 소형 요새로 만들었다. 전투의 주력은 프랑스 제국친위대 척탄병 5,000명이었으며, 대부분은 프랑스 제1제정 시대의 군복을 입고 있었다. 마젠타 전투는 규모가 그렇게 큰 전투는 아니었지만, 프랑스-사르데냐 연합군에 결정적인 승리를 안겨주었다. 파트리스 드 마크 마옹은 이 전투에서의 공로로 마젠타 공작으로 임명되었고, 후에 프랑스 제3공화국의 대통령이 되었다.

## 전쟁의 준비
6월 1일부터 6월 3일까지 프랑스와 피에몬테군은 오스트리아 제2군을 롬바르디아와 피에몬테의 국경인 티치노강까지 추격했다. 오스트리아군은 네 개의 다리로만 건널 수 있는 나빌리오 그란데 운하를 활용하여 마젠타에 방어 진지를 구축했다. 당시 오스트리아군의 줄러이 페렌츠는 제1, 제2, 제3, 제7 군단으로 구성된 68,000명의 병력을 보유하고 있었다. 프랑스군은 약 5만명이었고, 이탈리아의 만프레도 판티 장군은 12,000명을 더 추가했다. 카무(Camou)는 투르비고 전투 중에 티치노강을 건넜고, 마크 마옹이 그 뒤를 따랐다. 마크 마옹, 카무 및 에스피나스(Espinasse)는 마젠타 북서쪽에 위치한 베르나테티치노와 보팔로라소프라티치노의 다리를 통해 운하를 건넜다.

## 전투

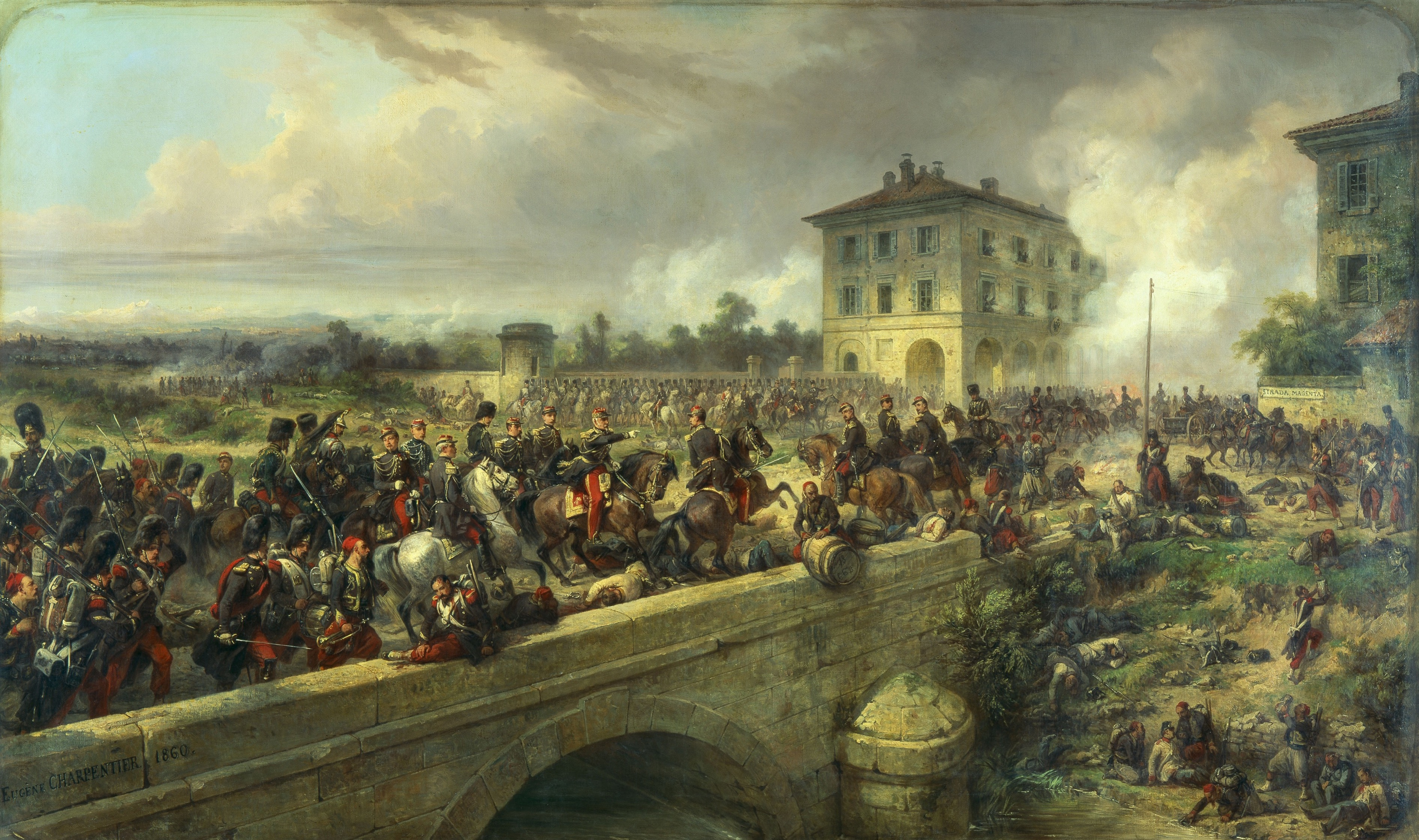
《1859년 6월 4일 마젠타의 제국친위대》, 외젠 샤르팡티에, 1860년

정오에 마크 마옹은 리히텐슈타인 제2군단 일부와 마주쳤다. 근위대는 부팔로라에서 마젠타까지 오스트리아군과 접촉했다. 오후 2시에 경비대 주아브는 배를 타고 운하를 건너 교두보를 확보했다. 오스트리아의 에두아르트 클램 갈라스 장군은 규레이에게 프랑스군의 공격을 알렸고, 규레이는 로베코술나빌리오에서 에드문트 슈바르첸베르크 후작의 제3군단을 파견하여 프랑스군의 우측면을 위협했다. 이에 프랑스의 캉로베르 원수는 경비대를 지원하기 위해 제때 도착했다. 오후 3시 30분부터 오후 5시 30분까지 마크 마옹은 오스트리아 제1군단과 제2군단을 상대로 공격을 개시했다. 오후 6시 30분경 오스트리아군은 전투 철수를 시작했고, 프랑스군은 마젠타와 그 너머까지 진격했다. 오스트리아 제2군은 오후 10시까지 아비아테그라소 방향으로 철수하고 있었다.

## 전쟁 여파
6월 8일, 나폴레옹 3세와 비토리오 에마누엘레 2세가 밀라노에 입성했고, 며칠 후에는 브레시아에 입성했다. 5월 23일~25일, 나폴레옹 조제프 샤를 폴 보나파르트의 제5군단이 리보르노에 상륙한 후 일주일 뒤 피렌체에 입성했고, 이어서 파르마와 모데나에 입성했다.
Frederick Schneid에 따르면 "마젠타에서의 패배는 규레이의 종말을 의미했다. 그는 밀라노 동쪽의 키에세강으로 군대를 철수하고 6월 16일에 사임했다."고 알려져 있다.

## 영향
마젠타 색상을 생성하는 염료는 1859년에 발견되었으며 이는 마젠타 전투의 이름을 따서 명명되었다. 파리의 마젠타 거리(프랑스어: Boulevard de Magenta)도 이 전투의 이름을 따서 명명되었다.

## 참고 문헌
- Brooks, R. (2009). 《Solferino 1859: The Battle for Italy's freedom》. Osprey Publishing. ISBN 978-1-84603-385-8.